# Megascops nudipes
Megascops nudipes là một loài chim trong họ Strigidae.